# Olympische Sommerspiele 2016/Fußball/Qualifikation (UEFA)
Zur Ermittlung der dritten Frauenfußballmannschaft aus dem Bereich der UEFA bei den Olympischen Spielen 2016 in Rio de Janeiro wurde im März 2016 ein Qualifikationsturnier in den Niederlanden durchgeführt.

## Hintergrund
Als Qualifikation zum Turnier der Frauen für die Mannschaften aus dem Bereich der UEFA diente zunächst wie seit den Olympischen Spielen 2004 die im Vorjahr stattfindende Fußball-Weltmeisterschaft der Frauen bei der sich die drei oder zwei – wenn die Olympischen Spiele in Europa stattfinden – besten europäischen Mannschaften für die Olympischen Spiele qualifizieren. Eine Ausnahme bildet die englische Fußballnationalmannschaft der Frauen, da England wegen des Fehlens eines eigenen Nationalen Olympischen Komitees nicht zur Teilnahme an den Olympischen Spielen berechtigt ist.
So mussten 2008 Dänemark und Schweden um den dritten europäischen Startplatz bei den Olympischen Spielen 2008 spielen. Für das Turnier 2016 ergab sich eine ähnliche Situation: England als beste europäische Mannschaft und WM-Dritter war erneut nicht startberechtigt, Deutschland und Frankreich als Vierter bzw. im Viertelfinale ausgeschiedene Mannschaft hatten den Startplatz sicher. Da aber im Achtelfinale die vier europäischen Mannschaften Niederlande, Norwegen, Schweden und die Schweiz ausschieden und somit nicht eindeutig feststand, welche die viertbeste europäische Mannschaft war, musste der dritte europäische Teilnehmer separat ermittelt werden. Die UEFA beschloss daher für diese Mannschaften ein Turnier anzusetzen.

## Modus

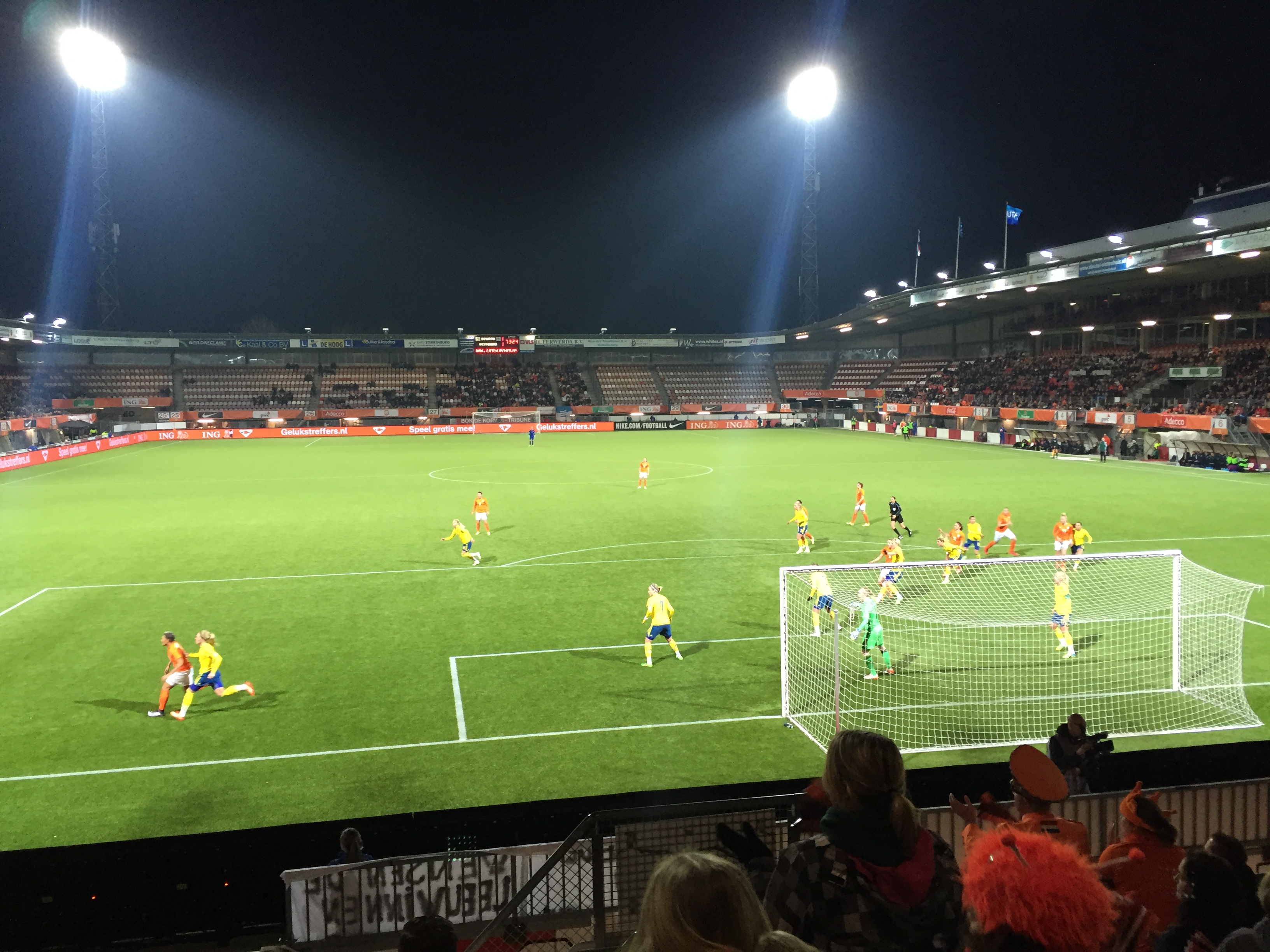
Spielszene aus der Begegnung Niederlande–Schweden.

Die vier Mannschaften spielten in Form eines Miniturniers im Jede-gegen-jede-Modus gegeneinander. Die beste Mannschaft erhielt den dritten europäischen Startplatz in Rio de Janeiro. Der KNVB bestimmte am 19. Oktober 2015 Den Haag und Rotterdam (zwei Stadien) als Austragungsorte.
Für die Platzierungen galt folgende Reihenfolge:
1. Punktzahl aus allen Spielen (3 pro Sieg, 1 pro Remis)
2. Direkter Vergleich zwischen punktgleichen Mannschaften
3. Tordifferenz in den Spielen der punktgleichen Mannschaften
4. Anzahl der Tore in den Spielen der punktgleichen Mannschaften
5. Tordifferenz in allen Spielen
6. Anzahl der Tore in allen Spielen
7. Fairplay-Wertung
8. UEFA-Koeffizient (Schweden: 42,433, Norwegen: 39,315, Niederlande: 34,486, Schweiz: 32,558)
| Rotterdam |

| Den Haag |

| Rotterdam |

| Den Haag |

| Pl. | Land        | Sp. | S | U | N | Tore    | Diff. | Punkte |
| --- | ----------- | --- | - | - | - | ------- | ----- | ------ |
| 1.  | Schweden    | 3   | 2 | 1 | 0 | 003:100 | +2    | 07     |
| 2.  | Niederlande | 3   | 1 | 1 | 1 | 006:800 | −2    | 04     |
| 3.  | Schweiz     | 3   | 1 | 0 | 2 | 005:600 | −1    | 03     |
| 4.  | Norwegen    | 3   | 1 | 0 | 2 | 005:400 | +1    | 03     |

| 02.03.2016 | Stadion Woudestein, Rotterdam         | Norwegen    | – | Schweden    | 0:1 (0:1) |
|            | Kyocera Stadion, Den Haag             | Schweiz     | – | Niederlande | 3:4 (1:1) |
| 05.03.2016 | Sparta Stadion Het Kasteel, Rotterdam | Norwegen    | – | Niederlande | 4:1 (1:0) |
|            | Stadion Woudestein, Rotterdam         | Schweden    | – | Schweiz     | 1:0 (1:0) |
| 09.03.2016 | Stadion Woudestein, Rotterdam         | Schweiz     | – | Norwegen    | 2:1 (1:1) |
|            | Sparta Stadion Het Kasteel, Rotterdam | Niederlande | – | Schweden    | 1:1 (1:1) |

## Torschützinnen
| Rang | Spielerin              | Tore |
| ---- | ---------------------- | ---- |
| 1    | Ada Hegerberg          | 2    |
|      | Manon Melis            | 2    |
|      | Vivianne Miedema       | 2    |
|      | Rahel Kiwic            | 2    |
| 5    | Mandy van den Berg     | 1    |
|      | Shanice van de Sanden  | 1    |
|      | Emilie Bosshard Haavi  | 1    |
|      | Caroline Graham Hansen | 1    |
|      | Maren Mjelde           | 1    |
|      | Lisa Dahlkvist         | 1    |
|      | Olivia Schough         | 1    |
|      | Caroline Seger         | 1    |
|      | Ramona Bachmann        | 1    |
|      | Fabienne Humm          | 1    |
|      | Sandrine Mauron        | 1    |

## Trivia
- Die ersten beiden Spiele wurden von Bibiana Steinhaus und Kateryna Monsul geleitet, den Schiedsrichterinnen der beiden letzten WM-Endspiele.
- Für Spielerinnen, die nicht bei Vereinen in Deutschland, Frankreich oder den Niederlanden spielten, waren die Spiele bei diesem Turnier die ersten Pflichtspiele im Jahr 2016, da die Spielzeiten in Norwegen und Schweden erst Ende März bzw. Anfang April begannen und die Erste Liga der Frauen in der Schweiz Pause von Mitte November bis Mitte März machte.
- Am letzten Spieltag machte die norwegische Mannschaftskapitänin Maren Mjelde ihr 100. Länderspiel. Dagegen kamen die Schweizerinnen Sandrine Mauron und Viola Calligaris zu ihren ersten Länderspielen, wobei Mauron auch ihr erstes Länderspieltor erzielte.
- Durch die Spiele bei diesem Turnier – und die Ergebnisse anderer Mannschaften bei gleichzeitig stattfindenden Turnieren – kletterte Schweden in der FIFA-Weltrangliste um zwei Plätze und die Schweiz um einen Platz, während die Niederlande und Norwegen einen Platz zurück fielen.[5]

## Fernsehübertragung
Der Spartensender Eurosport übertrug je Spieltag ein Spiel live. Bei Toren in den Parallelspielen wurde jeweils kurz zum parallel laufenden Spiel umgeschaltet. Aufgrund der Tabellenkonstellation wurde der letzte Spieltag als Konferenz der beiden Spiele gezeigt.